# Jackson Rondinelli
Jackson Andre Rondinelli de Oliveira (San Paolo, 20 marzo 1994) è un tuffatore brasiliano. Ha difeso i colori della nazionale di tuffi brasiliana alle olimpiadi di Rio de Janeiro 2016.

## Palmarès
- Giochi mondiali militari

Wuhan 2019: bronzo nella gara a squadre;